# 라트비아의 스포츠
라트비아의 스포츠는 781개의 스포츠 기관, 1223개의 스포츠 홀, 49개의 경기장, 92개의 운동 학교와 클럽, 55개의 스키트랙 그리고 81개의 공공 수영장이 있다. 1912년 하계 올림픽은 그들이 참가한 첫 번째 올림픽이었고 동메달이라는 값진 결과를 얻을 수 있었다. 라트비아가 소련에 침략받기전 1924년부터 1936년까지 라트비아는 꾸준히 올림픽에 참가했다. 소련시대에 라트비아는 올림픽 소련 선수단에 소속되어 1952년부터 1988년까지 하계, 동계 올림픽에 참가했으며 1992년이 되어서야 비로소 라트비아 국적으로 올림픽에 참가할 수 있었다. 1992년 하계 올림픽은 1936년 이후 처음으로 동계 올림픽에서 독립국의 지위를 갖고 참여한 올림픽이다.

## 올림픽 역사
라트비아의 공식적인 첫 번째 메달은 1932년 하계 올림픽에서 야니스 달린슈가 50KM 경보 경기에서 동메달을 딴 것이다. 그의 모습은 많은 올림픽 메달리스트들에게 자극이 되었다. 라트비아는 1948년 하계 올림픽에는 참가하지 않기로 했지만 1952년 다시 경기장으로 돌아왔다. 안타깝게도 이 시기는 소비에트 연방 시대로 1988년까지 라트비아는 소비에트 국적으로 참가할 수 밖에 없었다. 1992년 하계 올림픽에 라트비아는 독립국으로 참가할 수 있게 되었고 이 올림픽에서 Ivans Klementjevs와 아파나시스 쿠즈민스는 은메달을, Dainis Ozols은 동메달을 따는 값진 결과를 얻었다. 이후 라트비아는 한 해도 거르지 않고 꾸준히 하계 올림픽에 참가하는 중이다.
동계 올림픽에서는 1924년 동계 올림픽에서 처음으로 메달을 땄다. 이후 2006년 Mārtiņš Rubenis가 루지에서 동메달을 땄다. 하지만 최근 동계 올림픽에서 젊은 선수들은 스켈레톤, 봅슬레이 같은 분야에서 메달을 따는 등 썰매 분야에서 두각을 나타내고 있다. 2010과 2014년에 루지에서 은메달 하나, 동메달 두 개를 획득한 Juris Šics, 2010년과 2014년에 은메달 두 개를 딴 마르틴스 두쿠르스, 2006년부터 2014년 사이 두 개의 동메달을 얻은 Mārtiņš Rubenis 등의 선수가 있다. 특히 2010년 동계 올림픽에서 라트비아 선수 Haralds Silovs는 올림픽 역사상 최초로 같은 날 단거리(1500m)와 장거리(5000m) 스피드 스케이팅 경기에 참가한 선수로 올림픽 역사에 기록되어 있다.

## 라트비아의 스포츠

### 아이스하키
아이스하키는 라트비아에서 가장 인기있는 국민 스포츠다. 재능있는 유망주들이 많으며 그들 중 일부는 내셔널 하키 리그를 포함한 세계의 여러 대회에서 성과를 거두고 있다. 라트비아인들은 1930년대에 처음 하키를 접했다. 라트비아 국가대표팀은 1936년에 열린 월드 챔피언십과 1936년 동계 올림픽에서 데뷔했다. 물론, 캐나다에 11:0으로 완패했다. 라트비아 아이스하키 역사를 볼때, 초반에는 2차 세계 대전 이후 1946년에 설립된 디나모 리가라는 팀이 가장 두각을 나타냈다. 이 팀은 첫 번째 소비에트 챔피언십에 참가한 12개의 팀 중 하나로 우수한 성과를 올리던 팀이었다. 이 팀은 1995년에 해체되었지만 슬로바키아인 코치 Julius Supler를 중심으로 과거 디나모 리가를 승계한 팀이 2008년에 창단되었다. 현재 디나모팀은 내셔널 하키 리그(NHL) 다음으로 가장 유명하다고 여겨지는 대륙 하키 리그에 입단한 상태다.
유명 선수 중 산디즈 오졸린스(Sandis Ozoliņš)는 내셔널 하키 리그에서 챔피언 트로피인 스탠리 컵을 받은 유일한 선수이고,  카를리스 스크라스틴슈는 내셔널 하키 리그의 철인이라고 불리기도 했다. 젬거스 기르겐손스(Zemgus Girgensons)는 2014년 내셔널 하키 리그 올스타전에 선정되었다.

### 농구
농구는 항상 라트비아 스포츠 문화의 큰 부분으로 자리하고 있다. 라트비아는 국제 농구 협회의 설립 멤버 여덟 중 하나이며 1935년의 첫 번째 국제 농구 협회 챔피언십의 우승자이기도 하다. 라트비아의 수도인 리가는 유럽 도시 중 유일하게 유럽 클럽 토너먼트에서 동시에 트로피를 수상한 도시다. 1960년에 하나는 여성팀은 TTT Riga에서, 다른 하나는 남성 팀인 ASK팀에서 수상했다.
유명 선수로는 올림픽 챔피언 두 번, 월드 챔피언 세 번, 유럽피안 챔피언 열 번 한 여성 농구 선수 Uljana Semjonova가 있다. 신장 2미터 10센티미터로, 그녀가 선수로 활약하던 시절 그녀의 영향력은 전 세계적이었으며 그녀의 업적은 1993년 ‘농구 명예의 전당’과 2007년 FIBA 명예의 전당에 올라가 있다. 그 외에 눈에 띄는 선수로는 Andris Biedriņšr가 있다. 그는 2004년 미국 캘리포니아주 오클랜드를 연고지로 하는 골든스테이트 워리어스의 11번을 담당하는 선수가 되었고 다음 해에 그는 NBA역사상 가장 젊은 선수가 되었다. 그의 팀과 라트비아 국가 대표팀에 안정감을 주는 선수로 평가받았다.

### 축구
축구는 해로로 라트비아를 여행온 영국인들에 의해 백년 전 처음 소개되었다. 축구에서의 라트비아 국가 대표팀의 가장 높은 성과는 2004년 포르투갈에서 열린 UEFA 유럽 축구 선수권 대회에서 최종 토너먼트까지 진출한 것이다. 특히 라트비아가 강력한 독일을 무득점으로 이끌었을 때 라트비아인들은 열광했다. 다른 스포츠와 마찬가지로 라트비아의 축구 선수들은 잉글랜드 프리미어 리그를 포함한 세계 유수의 축구 리그에 진출해 있다. Marians Pahars는 잉글랜드의 사우샘프턴 FC에 소속되어 뛰어난 경기력을 보여준 선수였으며 현재는 라트비아 축구 국가대표팀의 코치를 맡고 있다. 마리스 베르파코우스키스는 국가 대표팀에서 최다 독점 기록을 가지고 있는 선수이며 라트비아에서 가장 유명한 축구선수다.

### 동계 스포츠
스켈레톤, 봅슬레이, 루지 같은 종목은 라트비아인들이 가장 자부심과 자신감을 갖고있는 스포츠다. 특히 마르틴스 두쿠르스선수는 스켈레톤의 황제라고 불리며 그 분야의 정점에 오른 인물이다. 그동안 오직 소수의 선수만이 그에게 도전장을 내밀 수 있었으며 그는 4번의 세계 챔피언에 올랐고 2010년 벤쿠버와 2014년 소치에서 두 번의 올림픽 은메달을 획득하였으며 7번의 월드컵 타이틀을 얻었다. 그의 형제인 토마스 두쿠르스 역시 스켈레톤의 세계 랭킹에 올라와있는 선수다.
라트비아인들은 1980년에 처음 봅슬레이를 접했음에도 뛰여난 역량을 보여주고 있다. 소련 국적으로 참가할 수 밖에 없었던 1988년 동계 올림픽에서 Jānis Ķipurs는 금메달을 획득했다. 이외에도  Sandis Prūsis, Jānis Miņins와 그의 팀은 국제적인 경기에서 좋은 성과를 거두었고, Oskars Melbārdis와 그의 팀은 2014년 동계 올림픽에서 은메달의 얻었다. 팀은 2008년과 2015년 유럽피안 챔피언십에서 금메달을 획득하기도 했으며 2016 오스트리아 일기스에서 열린 FIBT 월드 챔피언십에서 금메달을 얻기도 했다.  형제인 Andris 와 Juris Šics 2014년 동계 올림픽 루지 경기에서 공동 동메달을 획득했고 팀 경기에서도 동메달을 얻었다.

### BMX
마리스 슈트롬베르크스는 BMX경기가 처음 개설된 2008년 하계 올림픽에서 금메달을 땄으며, 이후 같은 해에 열린 월드 챔피언십에서도 우승했다. 베이징 올림픽과 런던 올림픽 사이에 마리스 슈트롬베르크스는 2010년 월드 챔피언 타이틀을 획득했으며 2013년과 2014년 유럽피안 챔피언십 타이틀 또한 얻었다. 런던 올림픽에서 그는 또 승리 하게 되었지만 이후 2016년 하계 올림픽에서는 성과를 얻지 못했다.

### 비치발리볼
Mārtiņš Pļaviņš와 Jānis Smēdiņš는 2012년 런던 올림픽에서 동메달을 획득했으며 이후 Jānis Smēdiņš은 Alesksandrs Samoilovs와 팀을 이루어 성과를 거두었다. 그들은  2013/14년 시즌 FIVB 비치 발리볼 월드 투어 남성 경기에서 승리했고 ‘그 해의 팀(Team of the Year)’으로 선정되기도 했다. 리우 올림픽에서도 많은 관심을 받았지만, 두 번째 라운드에서 아쉬운 경기를 펼쳤다.

### 마라톤
라트비아에서 마라톤은 80년대부터 대중적인 인기를 얻었다. 첫 번째 레이스는 라트비아의 독립을 기원하기 위해서였고 그 의미를 계승하여 첫 번째 레이스를 민요 마라톤(Folk Song Marathons)라고 부른다. 코스가 한 바퀴로 구성되어있기 때문에 각 참가자는 능력에 맞게 거리를 선택할 수 있고 결승선에서 라트비아의 전통 의상의 허리띠를 상징하는 띠를 넘게된다. 참가자들은 이를 통해서 라트비아의 독립을 기원했다. 첫 번째 Folk Song Marathon에는 약 10000명의 시민들이 참가했다.
첫 번째 리가 마라톤은 라트비아 독립 전인 1991년에 리가 시에 의해 조직되었다.  2016년에는 65개국에서 온  33590명의 사람이 레이스를 했으며 라트비아 독립 100주년인 2018년에는 70개국에서 온 37500명이 참가했다. 리가 마라톤은 매년 코스가 바뀌기 때문에 매해의 기록을 비교할만한 공식적인 기록은 없다. 하지만  2016년 기준으로 남성 부문에서 2016년 케냐 출신 D.K.Kimwetich가 2.11:45, 여성 부문에서 2014년 에티오피아 출신 T.T.Ayany가 2.36:50의 기록을 세운것이 최고 기록이다.
2007년 라텔레콤 리가 마라톤(Lattelecom Riga Matathon)은 국제 마라톤 협회(AIMS, Association of International Marathons)의 일원이 되었으며 국제적인 기준에 따라 마라톤 코스 길이가 측정되었다. 2012년에 라텔레콤 리가 마라톤은 국제 육상 경기 연맹에서 우수한 등급을 받았고 당시 라트비아는 주변 국가 중 우수 등급을 받은 최초의 북유럽 국가였다.

## 같이 보기
- 올림픽 라트비아 선수단